# Antonio Duni
Antonio Duni (Matera, 1700 – Schwerin, 1766) è stato un compositore italiano.
Era il fratello maggiore del compositore Egidio Romualdo Duni e del giurista e filosofo Emanuele Duni.
Figlio di Francesco, maestro di cappella della Cattedrale di Matera, studiò sotto Nicola Fago al Conservatorio della Pietà dei Turchini di Napoli. Terminati gli studi fu dapprima a Treviri e successivamente in Spagna, dove fu attivo come maestro di cappella e insegnante di musica presso il Duca di Osuna e a Madrid come compositore; in questa città conobbe molto probabilmente il celebre cantante Farinelli. In seguito fu continuamente in viaggio attraverso l'Europa: dopo esser stato per qualche tempo a Parigi, fu a Schwerin nel 1755, nel settembre del 1757 giunse a Mosca e tra 1765 e il 1766 operò come insegnante a Riga. Il 5 luglio 1766 tornò a Schwerin, dove fece istanza per prendere servizio sotto la Duchessa del Meclemburgo: tutt'oggi non si sa come andò l'esito di questa richiesta.

## Lavori
- Locuras hay que dan juicio y sueños que son verdad (zarzuela, libretto di A. de Zamora, 1726, Madrid)
- Santa Ines de Montepoliciano (zarzuela, libretto di M. F. de Armesto, 1727, Madrid)
- 3 arie per l'intermezzo L'amor mascherato (1756, Schwerin)
- Litania della Beata Vergine Maria per 2 voci, violini e organo (1768, Norimberga)
- Messa per 5 voci e orchestra
- Salve regina per soprano e quartetto d'archi
- Tamtum ergo per una voce, 2 violini e organo
- 6 mottetti
- Cantate da camera
- 6 duetti da camera per 2 violini
- 5 arie (basate su testi di Pietro Metastasio)
- 5 sinfonie